# Materia di Bretagna

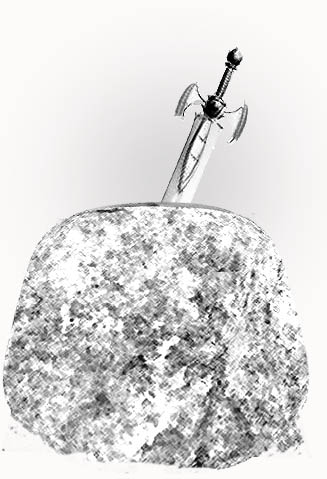
La spada di re Artù (a volte identificata con la spada nella roccia) chiamata Caledfwlch nella leggenda gallese

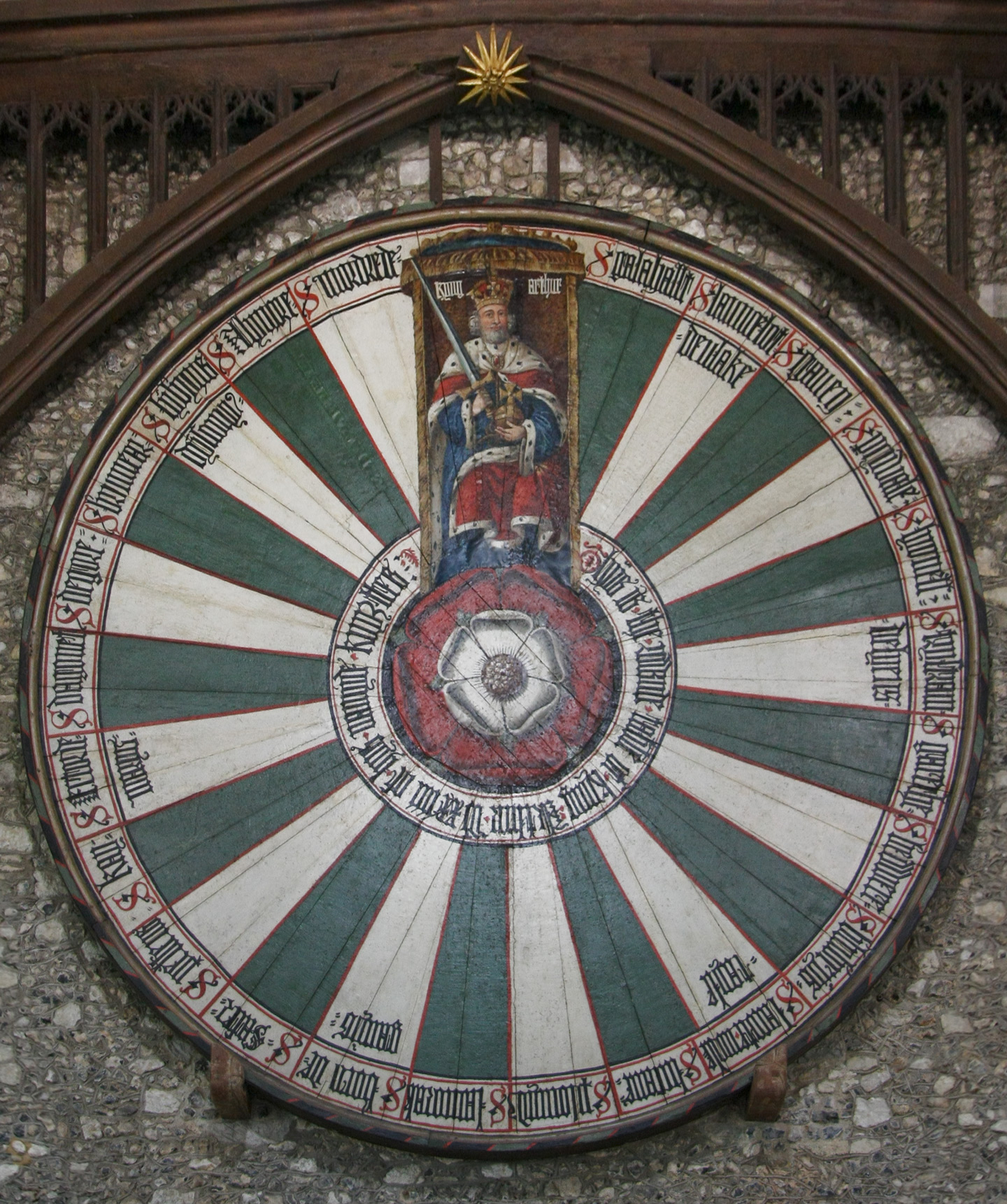
Immagine della tavola dipinta posta nella Grande sala del Castello di Winchester, che rappresenta la Tavola Rotonda del leggendario Re Artù

La materia di Bretagna, definita anche ciclo bretone (termine ottocentesco) o ciclo arturiano, in virtù del suo eponimo, è l'insieme delle leggende sui Celti e la storia mitologica delle Isole britanniche e della Bretagna, in particolar modo quelle riguardanti re Artù e i suoi cavalieri della Tavola Rotonda. Viene considerata come una delle più famose saghe di sempre, che ha contribuito all'immaginario collettivo classico medievale, e come una delle più grandi fonti di ispirazione del genere letterario fantasy.

## Storia del termine
La definizione di "materia di Bretagna" viene fatta risalire al poeta francese del XII secolo Jean Bodel, che distinse e allo stesso tempo collegò le tre principali "materie" mitologiche: la "materia di Roma", comprendente la mitologia classica, greca e romana, la "materia di Francia", corrispondente a quello che viene anche definito il ciclo carolingio, e, appunto, la "materia di Bretagna", comprendente i temi mitologici riguardanti sia l'isola di Gran Bretagna sia il territorio della Bretagna.

## Leggenda

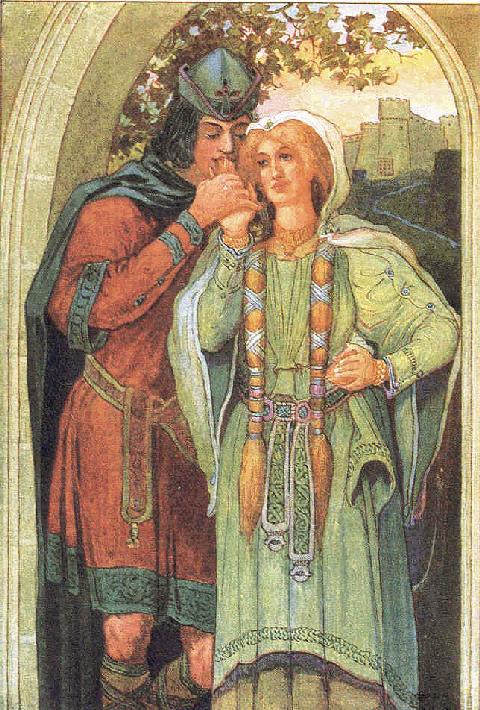
Louis Rhead, Tristano e Isotta

Le vicende della materia di Bretagna furono elaborate attraverso i secoli in una vasta ed eterogenea serie di testi scritti in numerose lingue (latino, francese, inglese, tedesco e italiano) a partire dal Basso Medioevo. Alcuni dei temi del ciclo arturiano hanno origine nella leggenda; altri sono stati aggiunti nel tempo dalla creatività dei numerosi autori che si sono succeduti. In un certo senso, il ciclo arturiano si può considerare non ancora concluso: numerosi autori moderni (come Mark Twain, John Steinbeck, Marion Zimmer Bradley, Jack Whyte e T. H. White) vi hanno infatti contribuito, in alcuni casi introducendo, insieme ai temi classici, anche elementi di notevole rilievo, in seguito entrati nell'immaginario collettivo.
Questa letteratura nacque e si sviluppò nel XII secolo nella Francia settentrionale contemporaneamente all'epopea della canzone di gesta (chanson de geste).

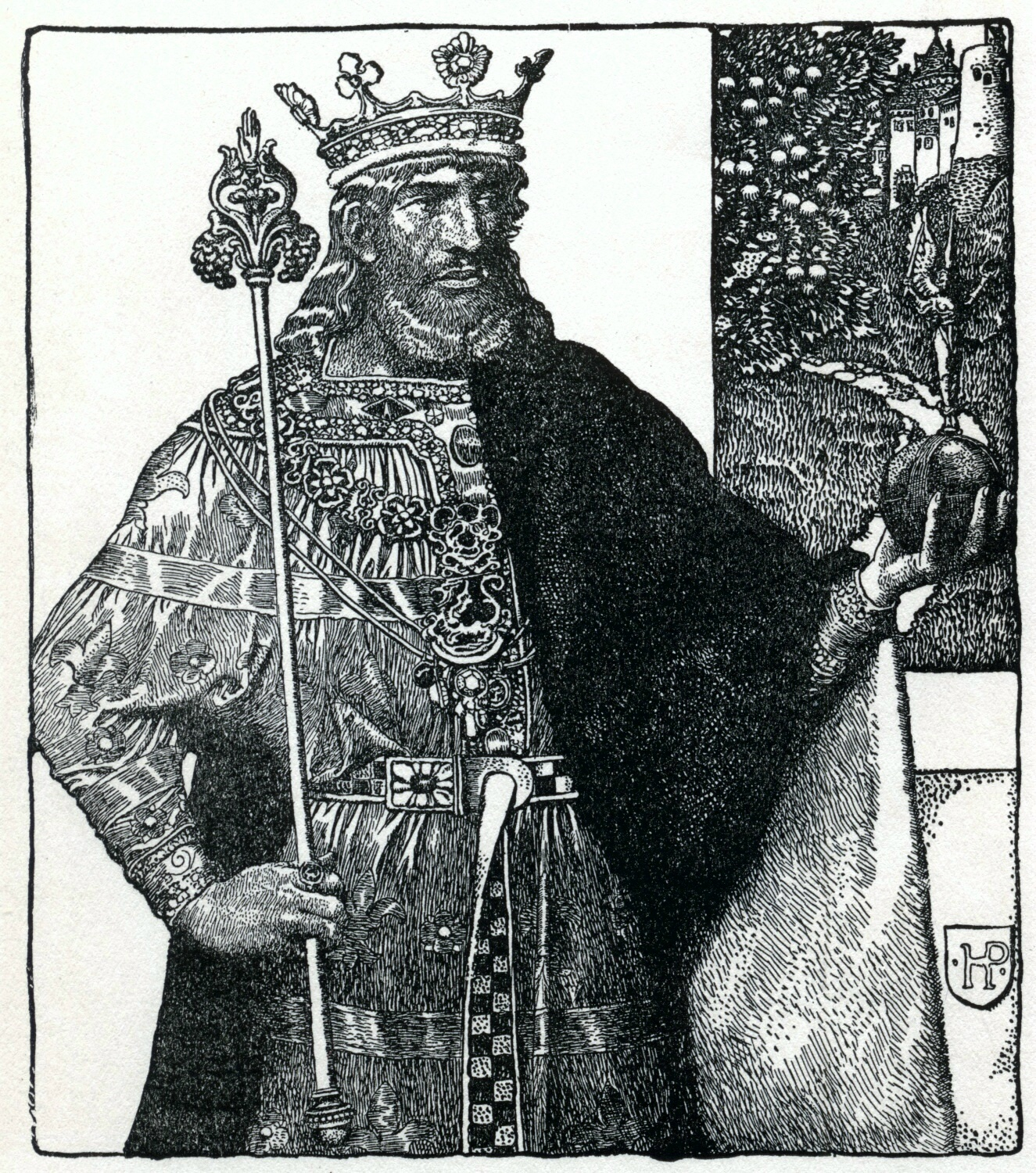
Illustrazione raffigurante re Artù di Howard Pyle

L'intero ciclo letterario è solitamente ambientato nella Britannia del V e del VI secolo d.C. (questo vuol dire che la leggenda è ambientata in un periodo che collega il mondo antico con il mondo medievale) e spesso narra le vicende del mitico sovrano Artù (un sovrano di origine metà romana e metà bretone che incarna le caratteristiche ideali del monarca medievale) insieme ai suoi prodi cavalieri della Tavola Rotonda (personaggi del tardo ordine equestre romano tra i romano-bretoni, rivisitati come personaggi della cavalleria medievale). Seguono anche vicende di amore, avventura, magia, tradimento, adulterio, fede cristiana e guerra.

## Storia del ciclo

### Prima di Goffredo di Monmouth

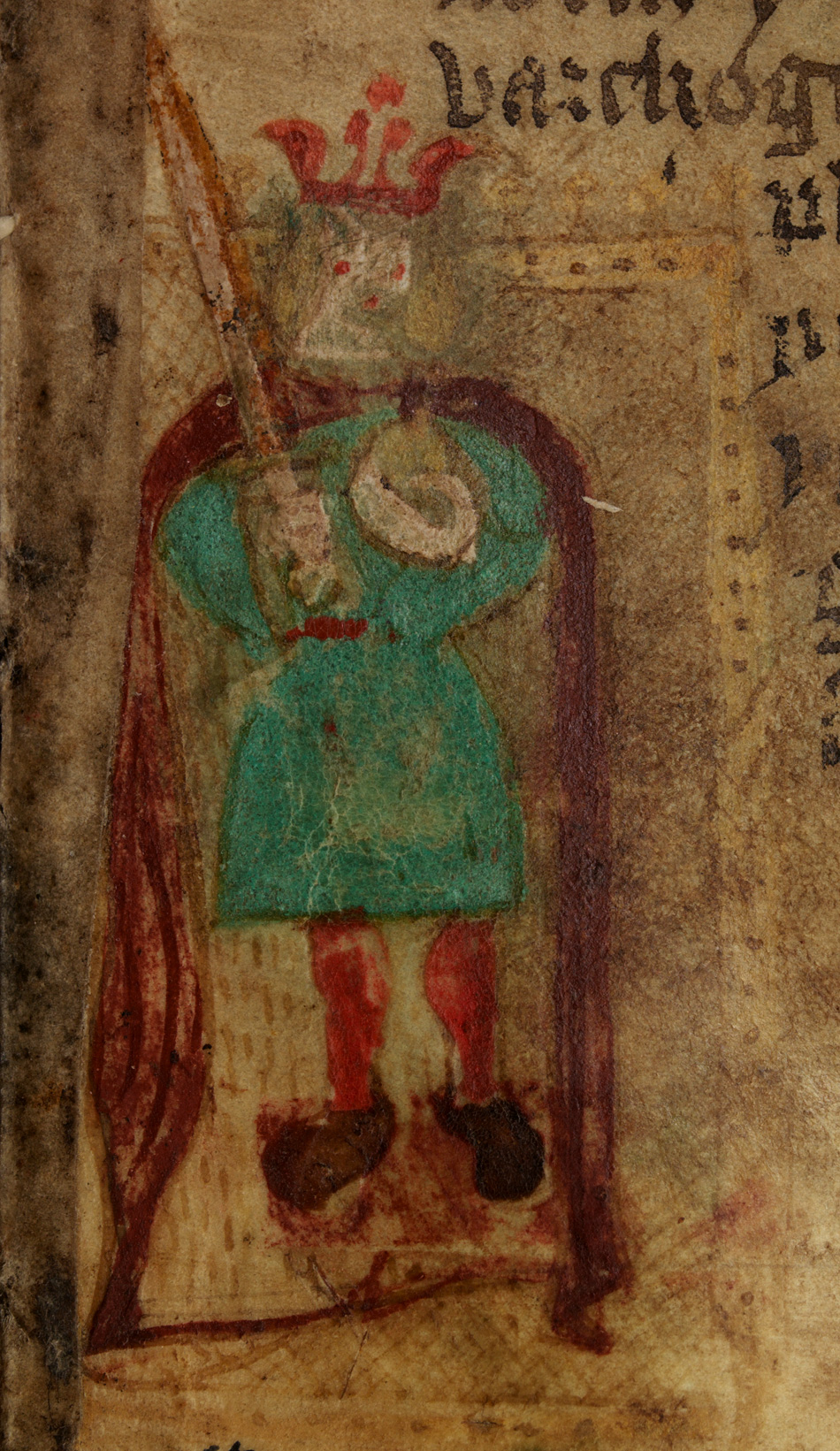
Una rozza illustrazione di Ambrosio Aureliano (o Emrys Wledig, ovvero la possibile origine storica di re Artù) da una versione in lingua gallese del XV secolo dell'influente Historia Regum Britanniae (Storia dei re di Britannia) di Geoffrey di Monmouth.

Sebbene la materia di Bretagna abbia inizio ufficialmente con le opere di Goffredo di Monmouth, molte sono le fonti dell'Alto Medioevo e nel primo Basso Medioevo che parlano di Artù o di altri personaggi del ciclo.

#### Gildas

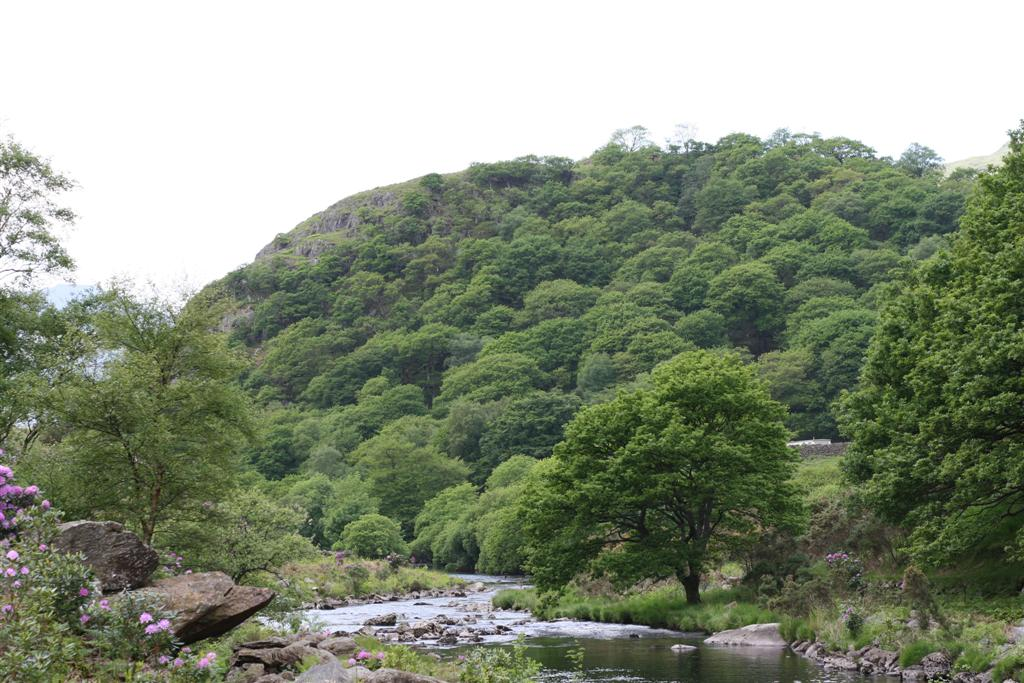
Dinas Emrys in Galles, il presunto luogo della torre di Vortigern. E della sepoltura del Drago Rosso.

La prima tra queste opere è sicuramente il De excidio Britanniae (Sulla rovina della Britannia) un sermone del VI secolo in tre parti, scritto dallo storico Gildas di Rhuys, detto "il sapiente", il libro è una condanna alle azioni compiute dai suoi contemporanei in Britannia (l'odierna Gran Bretagna), accusandoli di essere la causa della disastrosa situazione in cui versava la Britannia post-romana; inoltre, Gildas condanna anche gli Anglosassoni che iniziarono a invadere la Britannia. Nel sermone sono presentati per la prima volta personaggi come Vortigern, il crudele sovrano di stirpe sassone, e il condottiero romano britannico Ambrosio Aureliano (che, secondo alcune successive tradizioni, sarà il futuro zio paterno di Artù) che sconfisse i Sassoni nella battaglia del monte Badon, senza nessun riferimento ad Artù. Secondo alcuni storici e studiosi, Ambrosio Aureliano in seguito sarà fondamentale per la creazione del personaggio di Artù.
(Gildas. De Exicidio Britanniae. Capitolo 26
ISBN 978-8884745965)

#### Nemnius
Molto importante è anche la Historia Brittonum scritta nel IX secolo dal monaco gallese Nemnius. Nel libro vengono trattate le vicende dell'Inghilterra dopo la partenza delle legioni romane fino al periodo delle successive invasioni sassoni. Nemnius introdurrà per la prima volta il Mago Merlino qui chiamato "Embreis Guletic" (Emrys Guletic) o "Ambrosius" e la sua vicenda con Vortigern e il Drago Rosso del Galles; ma Nennio introduce per la prima volta anche Artù, non come re ma come un Dux Bellorum (condottiero militare) che condurrà dodici battaglie contro i Sassoni (compresa quella del monte Badon) uccidendo solo lui più di 960 uomini nella battaglia del monte Badon.
(Historia Brittonum di Nemnius. Cap 56. edizione del 2020 pubblicata da Carocci Editore a cura di Federico Pirrone, ISBN 8829000698.)
Nella sezione finale del libro viene anche citato il figlio di Artù Amhar, ucciso dal suo stesso padre.
Infine viene anche citato il cane di Artù "Cavall" e il cinghiale "Twrch Trwyth".

#### Annali del gallesi
Molto importante è anche l'Annales Cambriae (annali del Galles) di creazione anonima scritto nel X secolo. Il libro è una cronaca degli eventi più significativi del periodo che va dal 447 al 954. Tra questi eventi viene anche raccontata la morte di Artù e sir Mordred (dove viene menzionato per la prima volta) nella battaglia di Camlann (senza sapere se fossero rivali o alleati).

#### Poesie gallesi e Agiografie
Sono molto importanti anche alcune poesie gallesi del X secolo, come "Preiddeu Annwfn" attribuito a Taliesin (un poema che descrive la spedizione nell'oltretomba di Artù), il "Pa Gur yv y Porthaur" di creazione anonima (dialogo tra Artù e un guardiano, in cui si vanta della battaglia di Sir Kay con il gatto demoniaco "Cath Palug").
Infine nell'XI e XII secolo vennero create alcune opere come le Triadi gallesi (storie di folklore gallese con molti riferimenti ad Artù), il racconto gallese Culhwch e Olwen (dove Artù sconfigge il Twrch Trwyth), e varie agiografie di alcuni santi bretoni come Gildas, Iltud, Goeznovius, Cadog Ddoeth, Carantoco, Efflamm e Paterno di Vannes.

### La nascita ufficiale del ciclo grazie a Goffredo di Monmouth
Dopo le frammentarie fonti dell'Alto Medioevo la materia di Bretagna prende l'avvio dalla Storia dei re di Britannia, scritta nel 1135 da un chierico gallese, Goffredo di Monmouth.
(Descrizione delle armi e armature di re Artù nella Historia Regum Britanniae di Goffredo di Monmouth. Libro Nono, Capitolo 4. Edizione Guanda del 1989, Trad. di Gabriella Agrati e Maria Letizia Magini. ISBN 8882468224)
La storia consiste in una compilazione romanzesca di amori, magie e avventure sui Sovrani leggendari della Britannia e il nono libro di quest'opera tratta della prima Biografia articolata di re Artù. Goffredo infatti inserisce la sua nascita (tramite l'adulterio di Uther Pendragon e Igraine) le sue guerre contro i Sassoni, la sua conquista del nord europa e la guerra contro l'Impero romano (con il suo comandante Lucio Tiberio). Goffredo conclude la storia di Artù con il tradimento di Mordred e la Battaglia di Camlann, che porterà alla deposizione di Artù nell'isola di Avalon. Goffredo aggiunge per la prima volta molti elementi che saranno poi fissi nel ciclo, come Excalibur (con il nome di "Caliburn" ispirandosi alla spada Caledfwlch), la regina Ginevra (e il suo tradimento con Mordred) e molti altri. La storia di Goffredo venne liberamente tradotta in versi francesi un ventennio più tardi in Francia nel Roman de Brut dal poeta normanno chiamato Maistre Wace.

### Il romanzo francese
Essendo tradotta liberamente e in una lingua accessibile al contesto, quest'opera divenne subito facilmente disponibile per un pubblico più vasto e diede l'avvio a una produzione assai ricca (più di cento composizioni in lingua romanza) soprattutto in versi e più tardi anche in prosa. A fine XII secolo questa materia divenne ancora più nota grazie ai romanzi sull'argomento scritti da Chrétien de Troyes che introdurrà nella letteratura i personaggi di Lancillotto e Parsifal. Ma soprattutto introdurrà nel romanzo Arturiano il Santo Graal. Le opere arturiane di Chrétien, come Erec e Enide, Lancillotto o il cavaliere della carretta, Perceval o il racconto del Graal e Yvain il cavaliere del leone sono una interpretazione degli ideali cavallereschi. Un altro importante autore è Robert de Boron che introdurrà la storia della nascita di Merlino e di come Artù dopo la sua nascita verrà allevato da Sir Ector e che in seguito estrarrà la spada nella roccia.
«Dov'è la mia spada?».
«Non ho potuto prenderla e allora ve ne porto un'altra» rispose Artù.
«E dove l'hai presa?».
«Dalla roccia che si trova davanti alla chiesa».
Keu la afferrò, la mise sotto un lembo della sua veste e andò a mostrarla a suo padre, che gli chiese: « Dove l'hai presa?».
«Dalla roccia che sta davanti alla chiesa» rispose Keu.
Ma Entor lo minacciò: « Badate di non mentirmi, perché lo scoprirei subito e poi non vi amerei più».
«Me l'ha data Artù quando l'ho mandato a prendere la mia spada. Non so dove l'abbia presa».
Quando senti queste parole, Entor gli disse: «Consegnatemela, caro figlio, perché non avete diritto di tenerla».
Poi chiamò Artù e gli ordinò:
«Caro figlio, portate questa spada dove l'avete presa». Artù la prese e la conficcò nella roccia. Allora Entor disse a Keu:
«Vai a estrarla se ne sei capace!».
Lui andò, ma non riuscì a farlo. Entor chiese ad Artu:«Che vantaggio avrò se ti faccio re?».
«Quello che spetta a mio padre!» rispose Artù. 
«Sono solo il tuo padre adottivo» replicò Entor.
A queste parole Artù scoppiò a piangere. Allora Entor gli fece una richiesta nel caso fosse diventato re: di nominare Keu siniscalco e di non fargli perdere la carica qualunque colpa commettesse:
«Anche se è rozzo e scriteriato», spiegò «dovete sopportarlo perché i suoi difetti li ha contratti proprio dalla donna che lo ha educato: quindi è per causa vostra che la sua natura si è tanto corrotta».
Artù glielo concesse e lo giurò sulle reliquie. Poi Entor si presentò dall'arcivescovo e gli disse:
«Signore, ecco uno dei miei figli, non ancora cavaliere: mi ha pregato di lasciargli tentare la prova della spada».
L'arcivescovo e i baroni andarono alla roccia e, quando tutti furono riuniti, Entor disse al figlio: 
«Artù, consegnate la spada all'arcivescovo.»
Artù la afferrò, la estrasse dalla roccia e la consegnò all'arcivescovo che, appena la ebbe in pugno, strinse Artù fra le sue braccia e intonò il canto: Te Deum laudamus. Poi il giovane fu condotto nella chiesa.»
(Tratto dal poema "Merlino" di Robert de Boron. Edizione Adelphi del 2005 a cura di Francesco Zambon. ISBN 8845919870)
Oltre alle opere dedicate solo a re Artù, si ricorda la leggenda di Tristano e Isotta (la storia d'amore tra il cavaliere della tavola rotonda Tristano e della principessa Isotta); le prime due versioni del mito vennero scritte da Béroul e da Tommaso d'Inghilterra.

### Thomas Malory
Dopo vari rifacimenti e rielaborazioni che videro la luce nel Basso Medioevo (alcune di questi molto importanti, come il Ciclo della Vulgata e Sir Gawain e il Cavaliere Verde), lo scrittore inglese Thomas Malory nel 1470 comporrà La morte di Artù, dove rielabora tutto il ciclo bretone, usando come fonti quasi tutti i romanzi e le poesie inglesi e francesi. L'opera di Malory è forse l'opera arturiana in inglese oggi più conosciuta ed è la base di molti scrittori, registi e scenografi moderni come fonte.

## Stile e temi trattati
La poesia in area romanza si sviluppa prima della prosa, perché il ritmo e la rima rendono più facile la divulgazione orale e anche la memorizzazione. Il ciclo bretone presenta profonde differenze rispetto al genere della Chanson de geste tipica del ciclo carolingio. Esso ebbe il suo sviluppo in ambienti cortesi, dove ben si conoscevano le disquisizioni amorose riportate nel trattato De amore di Andrea Cappellano, avendo come motivo principale non la lotta collettiva contro gli infedeli ma l'amore e la ricerca individuale di avventure.
Il cavaliere della Tavola Rotonda alla corte di re Artù non è più l'Orlando della Chanson de Roland che muore con tutta la sua schiera a Roncisvalle come un martire, ma è un solitario cavaliere errante (ma con le vesti di un cavaliere romano, considerando che è tutto ambientato nel V-VI secolo) che va alla ricerca di prove sempre più difficili per esaltare se stesso e per conquistare la donna amata.
Tra le storie più celebri si ricordano le leggende su Merlino e la spada Excalibur, l'origine prodigiosa e l'inizio del regno di Artù, l'amore tra Lancillotto e la regina Ginevra, moglie di Artù, l'amore di Tristano e Isotta, moglie di re Marco, le vicissitudini, le avventure e le ricerche riguardanti la Fata Morgana e Mordred, i cavalieri della Tavola Rotonda, tra cui Galvano, Ivano, Galeotto, Tristano, Palamede il Saraceno e moltissimi altri, la figura di Perceval e il tema del Graal. Tutti questi temi vennero trattati in moltissime opere: tra le prime le più famose furono i romanzi di Chrétien de Troyes, uno dei più grandi scrittori medievali, il Tristan di Béroul e il Tristan di Tommaso d'Inghilterra (circa 1170), i Lai di Maria di Francia.

## Personaggi e argomenti

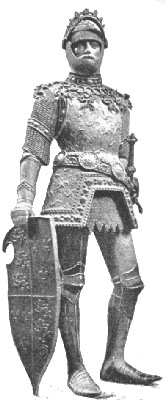
Una statua di Artù in bronzo con visiera alzata e scudo è tra i cavalieri in lutto alla tomba dell'imperatore Massimiliano I (morto nel 1519), a Innsbruck

Artù è di fatto il soggetto principale della materia di Britannia, ma ci sono altre storie leggendarie meno note, comprese le storie su Bruto di Troia, Coel Hen, re Lear, Gogmagog e altri. La materia di Britannia fu in parte creata per dare vita a un corpo di miti patriottici.
- Artù
- Avalon, luogo di sepoltura di Artù
- Bedivere
- Bors
- Bruto di Troia
- Cadwaladr
- Camelot, capitale del regno di Artù
- Caradoc
- Cassivellauno
- Cavaliere Verde
- Cavalieri della Tavola Rotonda
- Coel Hen
- Corineo
- Cunobelino
- Dama del Lago
- Ector, padre adottivo di Artù
- Elaine di Astolat, chiamata anche Elaine la Bianca o Elaine la Bella
- Excalibur, spada magica di Artù
- Fata Morgana, sorellastra e nemica di Artù
- Gaheris
- Galahad (figlio di Lancillotto)
- Galeotto
- Gawain
- Gareth
- Geraint
- Ginevra, moglie di Artù
- Gorlois
- Kay
- Lamorak
- Lancillotto
- Leir di Britannia (shakespeariano re Lear)
- Mago Merlino, consigliere di Uther e poi di Artù
- Mordred, erede e nemico di Artù
- Palamede il Saraceno
- Parsifal
- Re Pescatore, custode del Graal
- Tristano e Isotta
- Uther Pendragon, padre di Artù
- Ygraine (o Igraine), madre di Artù

## Fonti principali
- Le Chevalier à l'Épée
- Le Chevalier au Papegau
- Historia Regum Britanniae
- Perceval o il racconto del Graal, Erec e Enide, Cligès, Lancillotto o il cavaliere della carretta, Yvain il cavaliere del leone
- I romanzi della Tavola Rotonda
- La morte di Artù
- I racconti di Canterbury
- Historia Brittonum
- Estoire dou Graal
- Libro di Taliesin
- Tristano e Isotta
- Roman de Brut, Roman de Rou
- Parzival
- L'Âtre périlleux (su Gawain)
- Blandin de Cornouaille
- La Demoiselle à la Mule
- Vita di Caradoc
- Lancillotto in prosa
- Mabinogion (gallese medievale)
- Post-Vulgata
- Les Merveilles de Rigomer (Lancillotto, Gawain e cinquantotto cavalieri)
- Perlesvaus
- Le Roman de Jaufri
- Sir Gawain e il Cavaliere Verde
- Tristano in prosa
- Stanzaic Morte Arthur
- Alliterative Morte Arthur